# Chiesa di San Jacopo Maggiore (Massa e Cozzile)
La chiesa di San Jacopo Maggiore è un edificio che si trova nel comune di Massa e Cozzile, in località Cozzile, e appartiene alla Diocesi di Pescia.

## Descrizione
Risalente al XIII secolo, è affiancata da un campanile in pietra con cella merlata e presenta una facciata a capanna con portale in pietra serena scolpita, datato 1526. 
L'interno a tre navate, coperte con soffitto a capriate e abside a volta, conserva nella controfacciata un organo settecentesco con mostra in legno intagliato, dorato e dipinto di squisita fattura, un'acquasantiera in marmo (XVI secolo) e il fonte battesimale settecentesco. Fra le opere, una Madonna del Soccorso tra San Giovanni Battista e un Santo Vescovo (XVI secolo), la Vergine Assunta e santi di Pietro Sorri, la Vergine e il Bambino (prima metà XVI secolo), un Crocifisso ligneo della prima metà del XV secolo, derivato da quello di Borgo a Buggiano.